# Świniary (Petite-Pologne)
Pour les articles homonymes, voir Świniary.
Świniary est une localité polonaise de la gmina de Drwinia, située dans le powiat de Bochnia en voïvodie de Petite-Pologne.